# Barbacena (Minas Gerais)
Barbacena é um município brasileiro no interior do estado de Minas Gerais, Região Sudeste do país. Localiza-se na região central mineira e ocupa uma área de cerca de 760 km², sendo que 28,6 km² estão em perímetro urbano. Sua população foi estimada em 125 317 habitantes em 2022. Encontra-se na Serra da Mantiqueira, ocupando o sítio de um antigo aldeamento de indígenas puris, na região conhecida como Campo das Vertentes.
Barbacena é conhecida em todo o Brasil e também no exterior como a "cidade das rosas", em função da grande produção local desta flor. O município também é conhecido como a "cidade dos loucos", pelo grande número de hospitais psiquiátricos instalados no local.

## História

### Origens
A atual cidade de Barbacena nasceu na cabeceira do Rio das Mortes. Era habitado originalmente pelos povos indígenas puris. A região começou a ser colonizada a partir do século XVII por bandeirantes oriundos de São Paulo à procura de ouro, pedras preciosas e mão de obra compulsoria indígena. Os bandeirantes se estabeleceram no local chamado Borda do Campo, também denominado Campolide, onde erigiram a capela de Nossa Senhora da Piedade.[carece de fontes?]
Era a Fazenda da Borda do Campo, de propriedade, desde o fim do século XVII, dos bandeirantes capitão-mor Garcia Rodrigues Pais e coronel Domingos Rodrigues da Fonseca Leme (seu cunhado), posse oficializada por uma carta de sesmaria, de 1703. Ficava às margens do Caminho Novo da Estrada Real para o Rio de Janeiro, empreendimento iniciado às expensas do capitão-mor Garcia Rodrigues Pais em 1698 e que Domingos Leme ajudou a concluir. Garcia Rodrigues Pais também recebeu carta de sesmaria das suas posses antigas na Borda do Campo em 1727. A propriedade, tempos depois, passou às mãos do inconfidente José Ayres Gomes.[carece de fontes?]
Em 1711, a localidade participou de um feito épico: hospedou, às custas de Domingos Rodrigues da Fonseca Leme, o governador da capitania, Antônio de Albuquerque, acompanhado de um exército de 6 000 homens, que ali acampou em marcha de socorro à cidade do Rio de Janeiro, então invadida pelos franceses da esquadra de René Duguay-Trouin. Domingos Leme integrou, ainda, este exército com duzentos de seus homens.[carece de fontes?]
Em 1725, o quarto bispo do Rio de Janeiro, o frei Dom Antônio de Guadalupe, criou a Freguesia de Nossa Senhora da Piedade, que teve a antiga capela como sede provisória até 1730, foi o primeiro vigário o Pe. Luiz Pereira da Silva, passando depois a sede, para a Capela de N. S. do Pilar do Registro Velho (atual Sá Fortes) capela esta que caiu em ruínas e desapareceu por completo em meados do século XIX.
Em 19 de agosto de 1728 na primeira visita pastoral de D. Frei Antônio de Guadalupe, foi escolhido o "sítio da Igreja Nova" - a atual Matriz - sendo a 9 de dezembro de 1743, demarcado o local pelo Pe. Manoel da Silva Lagoinha, com uma Cruz de madeira e iniciada na mesma data a edificação do templo com as licenças do bispo D. Frei João da Cruz.
Em 27 de novembro de 1748, a freguesia foi transferida para a Igreja Nova de Nossa Senhora da Piedade (atual matriz),  arquitetada pelo mestre Alpoim. Em torno da igreja, erigiu-se o "Arraial da Igreja Nova de Nossa Senhora da Piedade da Borda do Campo", chamado também de Arraial ou freguesia da Borda do Campo ou ainda de Arraial da Igreja Nova do Campolide e o templo entregue ao culto pelo Pe. Antônio Pereira Henriques, então vigário, autorizado pelo primeiro bispo de Mariana Dom Frei Manoel da Cruz, por provisão de 15 de novembro de 1748. As obras, entretanto, prosseguiriam até 1764, ano de sua conclusão.

### Inconfidência Mineira
Pertenciam ao arraial e depois Vila de Barbacena cinco dos inconfidentes:
- Domingos Vidal Barbosa Lage, irmão do brigadeiro José Vidal; obteve comutação da pena de morte, foi exilado para a Ilha de S. Tiago do Cabo Verde, onde faleceu oito meses após a sua chegada, no Convento de S. Francisco da Cidade de Ribeira Grande.
- Coronel Francisco Antônio de Oliveira Lopes, morreu no degredo, em Bié na África.
- Padre José Lopes de Oliveira, falecido no cárcere na fortaleza de São Julião da Barra, em Lisboa.
- Padre Manuel Rodrigues da Costa, proprietário da Fazenda e Capela do Registro Velho, depois de preso e degredado para Portugal retornou ao Brasil e tomou parte ativa nos acontecimentos do "Fico", da Independência, foi eleito para as Cortes em 1820 e participante da Revolução Liberal de 1842.
- José Aires Gomes, Coronel de milícias, um dos subscritores da petição ao Visconde de Barbacena para a criação da Vila, proprietário da Fazenda da Borda do Campo, onde hospedou Tiradentes e foi local de "conventículos" da Inconfidência, morreu no exílio no presídio de Inhambane em Moçambique.[9]

Também morava na Freguesia da Borda do Campo o inconfidente-delator Joaquim Silvério dos Reis, e segundo Joaquim Norberto de Souza e Silva, autor do primeiro livro brasileiro sobre a Inconfidência Mineira, "não esqueceu o Governador (Visconde de Barbacena) a circunstância de nascer a denúncia da Conjuração na bela povoação da Borda do Campo e elevou-a à Vila com o seu nome".
Após a morte de Tiradentes, a vila de Barbacena recebeu um dos seus braços, que teria sido erguido numa "picota" no adro da Igreja de Nossa Senhora do Rosário em cujo adro teria sido sepultado. A bandeira e as armas e brasão da cidade, que contém um braço estendido, memorizam este fato.

### Criação da vila

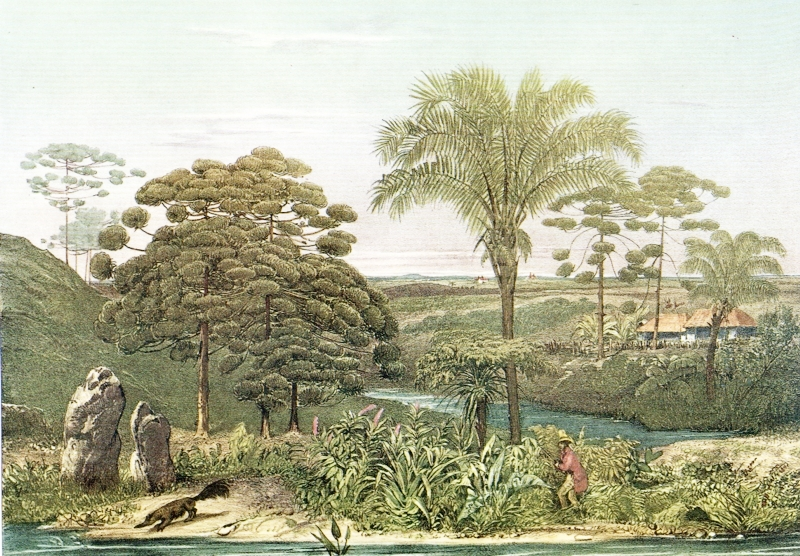
Gravura de Barbacena por Rugendas, cerca de 1820.

Em 14 de agosto de 1791, foi criada a Vila de Barbacena e erigido o respectivo pelourinho e Câmara pelo Visconde de Barbacena, D. Luís Antônio Furtado de Mendonça, então governador e capitão-general da capitania, que deu à vila o seu próprio título (originalmente, de Barbacena, em Portugal).
Barbacena, por meio de sua Câmara, foi a primeira vila de Minas Gerais a enviar representação a D. Pedro I, então príncipe  regente, em favor do "Fico" (ocorrido em 9 de janeiro de 1822). Em 11 de fevereiro de 1822, a Câmara de Barbacena dirigiu ao príncipe regente numa representação demonstrando franco apoio, e afirmando que, caso fosse preciso, os cidadão da Vila estavam preparados para descer "em massa" ao Rio de Janeiro tomando armas em defesa do Príncipe. Estes atos lhe valeram o título de nobre e muito leal, conferido por decreto, de 24 de fevereiro de 1823 e alvará de 17 de março do mesmo ano.

### Revolta dos liberais de 1842

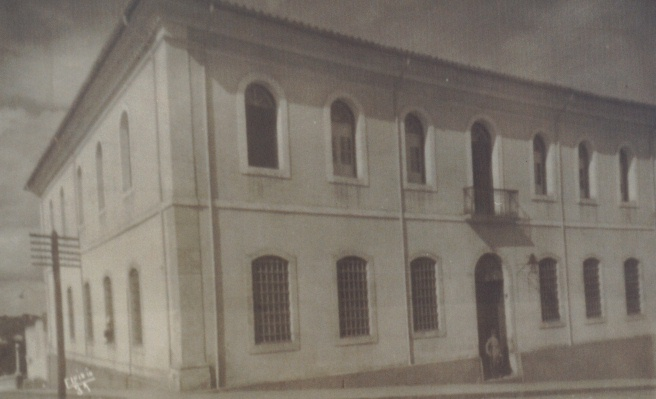
Cadeia Velha - construção do início do século XIX.

Barbacena foi elevada a cidade pela Lei Provincial nº. 163, de 9 de março de 1840. Em 10 de junho de 1842, a cidade aderiu à Revolução Liberal. Instada pela Guarda Nacional e o povo, a Câmara Municipal declarou a cidade sede do governo da província e deu posse a José Feliciano Pinto Coelho da Cunha, depois Barão de Cocais, como "presidente interino da Província". Depois deste episódio, ficaram presos vários dos revolucionários na "Cadeia Velha", dentre eles o Conde de Prados, político do Império.
Dentre os barbacenenses que atuaram no movimento, além do Conde de Prados Camilo Ferreira Armond, participaram o Cel. Marcelino Ferreira Armond, 1º Barão de Pitangui, os irmãos João Gualberto, Pedro Teixeira e Antônio Teixeira de Carvalho e o vigário Joaquim Camilo de Brito.[carece de fontes?]

### O fim doséculo XIX
Por ocasião da Guerra do Paraguai, a cidade forneceu 152 voluntários e 77 guardas nacionais para o esforço de guerra. Em 1889, Barbacena hospedou o Imperador D. Pedro II em sua última viagem a Minas Gerais e, em 1893, sediou a sessão extraordinária do Congresso Mineiro que deliberou sobre a mudança da capital do estado de Ouro Preto para Belo Horizonte.[carece de fontes?]
No fim do século XIX, atendendo a uma política do Império, o município recebeu um grande número de imigrantes italianos. A primeira leva era composta por agricultores, a maioria veio do norte da Itália. Em 15 de abril de 1888, o Governo Imperial inaugurou uma colônia de imigrantes nos arredores de Barbacena. O local foi denominado "Colônia Rodrigo Silva", homenageando o então ministro da Agricultura. Assim como em todo o País, à época, o fluxo imigratório na cidade colaborou para o crescimento, a  diversificação das atividades comerciais e agrícolas e o desenvolvimento de indústrias, como sericicultura, cerâmica, marcenaria e construção civil.

### O fórum judicial e o entrocamento da Oeste
Em 30 de junho de 1923 foram inaugurados simultaneamente o entroncamento da "antiga linha da Oeste" (Estrada de Ferro Oeste de Minas) ligando a cidade a São João del-Rei e o edifício do foro judicial, que mais tarde recebeu o nome de "Mendes Pimentel", foi construído durante o governo Arthur Bernardes e inaugurado na gestão Raul Soares. Na ocasião serviu de instalação para os cartórios do 1º. e 2º. ofícios, escrivania de paz, coletoria estadual e tribunal do júri.[carece de fontes?]
As inaugurações foram feitas pelo Ministro da Viação Francisco Sá, pelo secretário do Interior Melo Viana e pelo Secretário da Agricultura Daniel de Carvalho com a presença do Arcebispo da Arquidiocese de Mariana, dom Helvécio Gomes de Oliveira e do padre Sinfrônio de Castro e dos deputados Bias Fortes e José Bonifácio.
O edital de concorrência da obra do fórum foi publicado em 25 de fevereiro de 1922 no órgão oficial do Estado, a edificação se deu em terreno adquirido pela Câmara Municipal alguns anos antes na esquina da antiga rua da "Boa Morte" e estava orçada em 77:652$800 ("contos de réis"). Em 1930 o prédio serviu de sede para o Comando Revolucionário em Barbacena.[carece de fontes?]

### Duas revoluções

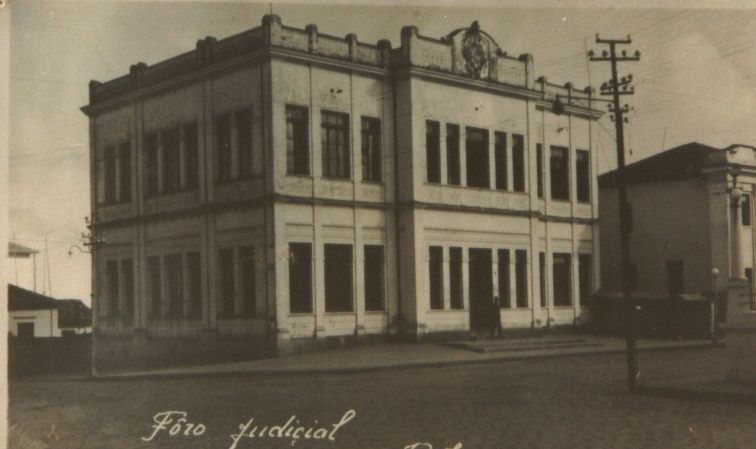
Fórum Mendes Pimentel, em 1923.

A cidade teve participação ativa na Revolução de 1930 e na Revolução de 1932. Localizada estrategicamente às margens da estrada que levava à capital, Rio de Janeiro, a cidade foi sede do "Quartel-General da 4ª Região Militar Revolucionária", em 1930. O avanço dos revolucionários de Barbacena sobre Juiz de Fora e a tomada desta praça, com a rendição e adesão das tropas legalistas, tornou livre o acesso dos mineiros à capital da República. Esse fato foi decisivo para a deposição de Washington Luís e a vitória da Revolução.[carece de fontes?]

### Holocausto brasileiro

#### O Hospital Colônia

Construção da Colônia dos Alienados de Barbacena em 1921 (Arquivo Nacional).

A cidade atraiu muitos manicômios em decorrência da antiga ideia, defendida por alguns médicos, de que seu clima ameno, com temperaturas médias bem baixas para os padrões brasileiros, faria com que os doentes mentais ficassem mais quietos e menos arredios, supostamente facilitando o tratamento.
O Hospital Colônia de Barbacena foi fundado em 1903 e, após pouco tempo de sua inauguração, tornou-se referência nacional em Psiquiatria, sendo procurado por diversas famílias que buscavam tratamento para seus "desajustados". Tendo inicialmente cerca de 200 leitos, o Colônia estava operando muito acima de sua capacidade normal, contando com, em média, 5 mil pacientes por internação na década de 1950 - há um relato, do Doutor Jairo Toledo, que, em um único dia, dezessete pacientes vieram a morrer durante a madrugada, vítimas do intenso frio.
Os pacientes, oriundos de diversos estados do Brasil, chegavam em Barbacena por trem, em vagões abarrotados, cuja condição desumana fez surgir a expressão "trem de doido" para significar viagem ao inferno. Enquanto o plano do Hospital Colônia era primariamente atender a pessoas com transtornos mentais, o local acabou por tornar-se um campo de extermínio para aqueles que não se adequavam aos padrões normativos da época ou não atendiam aos interesses políticos de classes dominantes.

#### Vida na instituição
As condições de vida dentro da instituição eram sub-humanas. O psiquiatra italiano Franco Basaglia, que teve a chance de visitá-lo em 1979, chegou a comparar o local a um campo de concentração nazista e exigiu seu fechamento imediato. O fechamento do Colônia só ocorreria anos mais tarde, durante a década de 1980. Em 1996, anos após seu fechamento, o Colônia foi reaberto, desta vez transformado no "Museu da Loucura".
É importante realçar que, dentro dos 60 mil mortos, cerca de 70% dos pacientes do Colônia não possuíam diagnóstico de transtorno psicológico algum. Muitos dos pacientes eram apenas alcoólatras, andarilhos, amantes de políticos, crianças indesejadas, epiléticos, inimigos políticos da elite local, prostitutas, homossexuais, vítimas de estupro e pessoas que simplesmente não se adequavam ao padrão normativo da época, como homens tímidos e mulheres com senso de liderança ou que não desejavam casar-se.
Além de serem forçados a trabalhar manualmente e dormir sobre folhas, os internos ainda precisavam lidar com estupros, torturas físicas e psicológicas que eram frequentes dentro do Hospital. Pacientes eram submetidos a terapia de choque e duchas escocesas sem nenhuma razão aparente; tal tortura era aplicada com o propósito de servir apenas como castigo ou devido à perseguição oriunda de falta de afinidade entre pacientes e funcionários. Muitos não resistiam e acabavam falecendo.
Devido à superpopulação, os internos andavam parcialmente ou completamente nus e eram expostos às baixas temperaturas de Barbacena durante a noite. Em uma tentativa de sobreviver, buscavam aquecer-se dormindo em círculos, mas ainda assim muitos padeceram por conta de hipotermia.
Não existia um sistema de água encanada ou suprimento de alimentos que abastecessem o alto número de pacientes. Muitos banhavam-se ou bebiam de um esgoto a céu aberto dentro do local. Para proteger seus bebês que eram separados das mães após algum determinado tempo, grávidas cobriam a si mesmas com fezes, evitando que funcionários e outros pacientes se aproximassem. Doentes eram abandonados em seus leitos para morrer. Crianças que cresceram dentro do Colônia jamais aprenderam a falar, ler ou escrever, e contavam com a ajuda de bons-samaritanos no local para realizar atividades mais básicas.
Em 1961, o fotógrafo Luiz Alfredo do jornal O Cruzeiro retratou a realidade dentro do Hospital por um determinado período de tempo, trazendo a público o que ocorria no interior dos muros do Colônia. Em 1979, o jornalista Hiram Firmino publicou diversas reportagens intituladas "Nos porões da loucura", que revelavam a verdadeira loucura do que se passava no Hospital Colônia, e Helvécio Ratton realiza o filme sobre o mesmo tema intitulado Em Nome da Razão.

#### Tráfico de corpos
Com o alto índice de mortalidade no Colônia, o cemitério próximo já não possuía mais espaço para comportar tantos mortos. Visando uma alternativa, funcionários corruptos encontraram no tráfico de corpos uma maneira de amenizar a situação e lucrar com isso – diversas universidades ao redor do país encomendavam os restos mortais das vítimas do Colônia para seus laboratórios anatômicos, como por exemplo a Faculdade de Medicina da Universidade de Minas Gerais. Quando a procura era baixa, os corpos eram meramente dissolvidos em ácido.
Até o início de 1980, aproximadamente 60.000 pacientes morreram. Entre estes mortos, 1.853 tiveram seus corpos vendidos para faculdades de medicina. Atualmente, 190 pacientes em situação de baixa sobrevida são tratados no Centro Hospitalar Psiquiátrico de Barbacena. Após o fechamento, seus pouquíssimos sobreviventes foram transferidos para abrigos de melhores condições e, por direito, passaram a receber indenização do Estado. Seus relatos podem ser encontrados no livro da jornalista Daniela Arbex, intitulado Holocausto Brasileiro.

## Geografia

### Localização geográfica

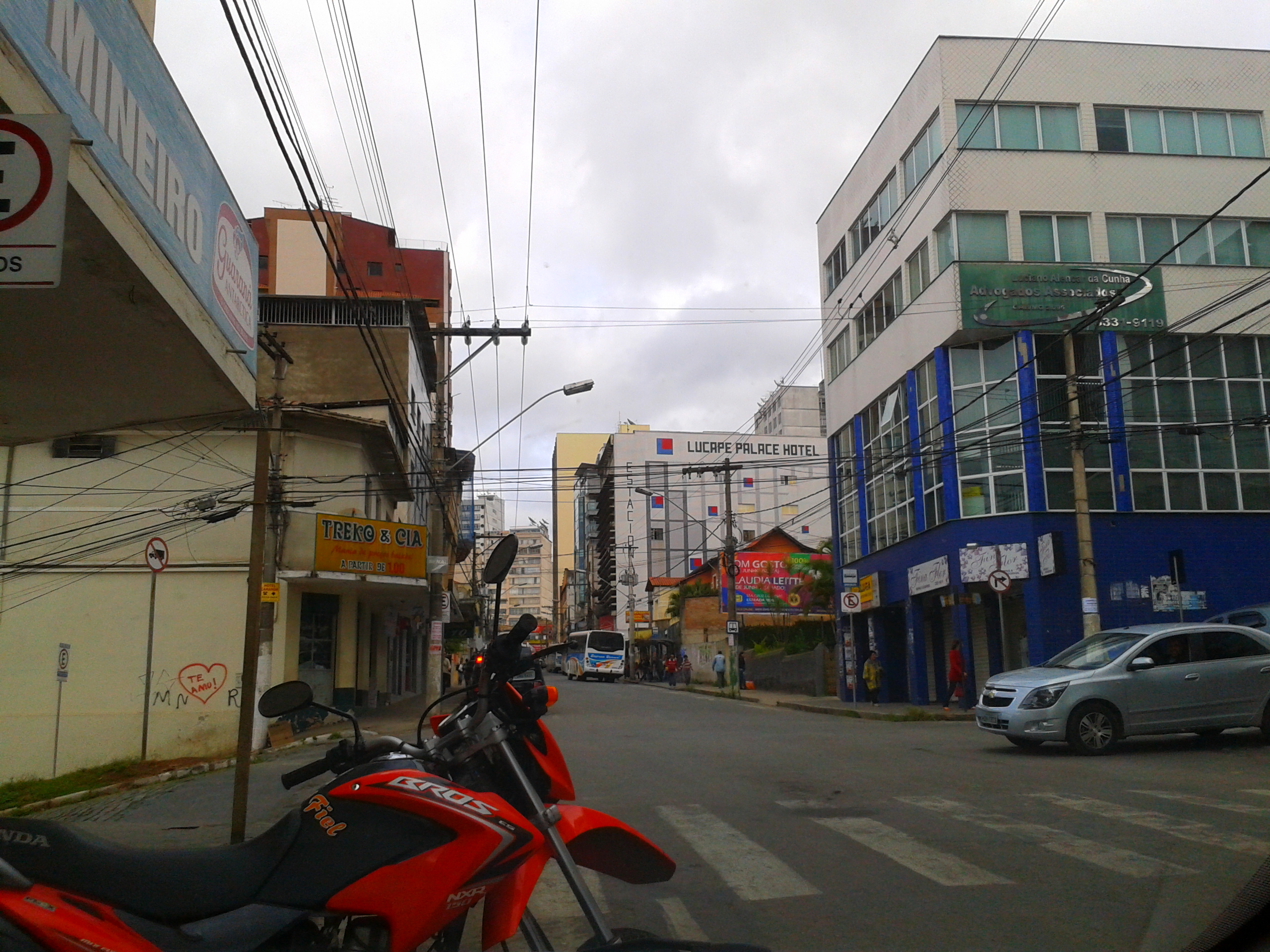
Avenida Bias Fortes, no Centro de Barbacena.

Conforme a classificação geográfica mais moderna (2017) do IBGE, Barbacena é o município principal da Região Geográfica Imediata de Barbacena, na Região Geográfica Intermediária de Barbacena.

### Clima
Barbacena apresenta um clima temperado oceânico  (Cfb de acordo com a classificação climática de Köppen-Geiger), com invernos frios e verões amenos. A temperatura média anual é de 19 °C, com índice pluviométrico anual é superior aos 1 400 milímetros (mm), concentrados nos meses de primavera e verão. O tempo aproximado de insolação é de 1 800 horas por ano.

Segundo dados do Instituto Nacional de Meteorologia (INMET), desde 1961 a menor temperatura registrada em Barbacena foi de 0,3 °C em 1 de junho de 1979, porém o recorde mínimo absoluto desde 1911 foi de −3,8 °C em 8 de julho de 1923. Já a maior temperatura registrada oficialmente pelo INMET foi de 34,7 °C em 14 de novembro de 2023, durante uma onda de calor intensa.
| Dados climatológicos para Barbacena                                                                                                 | Dados climatológicos para Barbacena | Dados climatológicos para Barbacena | Dados climatológicos para Barbacena | Dados climatológicos para Barbacena | Dados climatológicos para Barbacena | Dados climatológicos para Barbacena | Dados climatológicos para Barbacena | Dados climatológicos para Barbacena | Dados climatológicos para Barbacena | Dados climatológicos para Barbacena | Dados climatológicos para Barbacena | Dados climatológicos para Barbacena | Dados climatológicos para Barbacena |
| Mês | Jan                                 | Fev                                 | Mar                                 | Abr                                 | Mai                                 | Jun                                 | Jul                                 | Ago                                 | Set                                 | Out                                 | Nov                                 | Dez                                 | Ano                                 |
| --- | ----------------------------------- | ----------------------------------- | ----------------------------------- | ----------------------------------- | ----------------------------------- | ----------------------------------- | ----------------------------------- | ----------------------------------- | ----------------------------------- | ----------------------------------- | ----------------------------------- | ----------------------------------- | ----------------------------------- |
| Temperatura máxima recorde (°C) | 33,8                                | 33,4                                | 32,8                                | 30,8                                | 29,6                                | 29,2                                | 29,6                                | 32,8                                | 34,1                                | 34,6                                | 34,7                                | 33                                  | 34,7                                |
| Temperatura máxima média (°C) | 27,1                                | 27,7                                | 26,8                                | 25,5                                | 23,3                                | 22,8                                | 22,7                                | 24                                  | 24,4                                | 25,7                                | 25,7                                | 26,4                                | 25,2                                |
| Temperatura média compensada (°C)                                                                                                   | 21                                  | 21,1                                | 20,5                                | 19                                  | 16,8                                | 15,8                                | 15,4                                | 16,5                                | 17,6                                | 19,2                                | 19,6                                | 20,4                                | 18,6                                |
| Temperatura mínima média (°C) | 16,8                                | 16,6                                | 16,3                                | 14,7                                | 12,2                                | 10,6                                | 10,2                                | 10,9                                | 12,7                                | 14,5                                | 15,6                                | 16,4                                | 14                                  |
| Temperatura mínima recorde (°C) | 10,9                                | 10,9                                | 9,9                                 | 6,8                                 | 2,9                                 | 0,3                                 | 1                                   | 1,8                                 | 3,2                                 | 5,7                                 | 7,1                                 | 8,7                                 | 0,3                                 |
| Precipitação (mm) | 290,6                               | 156                                 | 178,2                               | 65                                  | 38,8                                | 17,7                                | 11,9                                | 18,5                                | 76,1                                | 126,7                               | 208,8                               | 269,7                               | 1 458                               |
| Dias com precipitação (≥ 1 mm) | 17                                  | 11                                  | 13                                  | 6                                   | 4                                   | 2                                   | 2                                   | 3                                   | 6                                   | 10                                  | 15                                  | 18                                  | 107                                 |
| Umidade relativa compensada (%) | 83                                  | 81,9                                | 83,9                                | 82,8                                | 82,3                                | 80                                  | 77,4                                | 73,7                                | 76,3                                | 78,6                                | 83,2                                | 84,4                                | 80,6                                |
| Insolação (h) | 140,4                               | 169,2                               | 146,8                               | 162,4                               | 147,4                               | 146,2                               | 165,7                               | 177,4                               | 136,5                               | 148,9                               | 128,8                               | 123,9                               | 1 793,9                             |
| Fonte: Instituto Nacional de Meteorologia (INMET) (normal climatológica de 1981-2010; recordes de temperatura: 01/01/1961-presente) |                                     |                                     |                                     |                                     |                                     |                                     |                                     |                                     |                                     |                                     |                                     |                                     |                                     |

### Infraestrutura

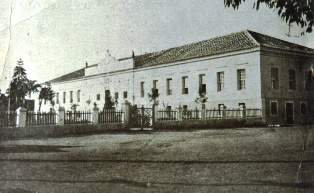
Colégio Abílio de Barbacena no final do século XIX, antigo educandário do Barão de Macaúbas serviu de sede do Colégio Militar, depois do "Gymnásio Mineiro" e hoje é a sede da EPCAR.

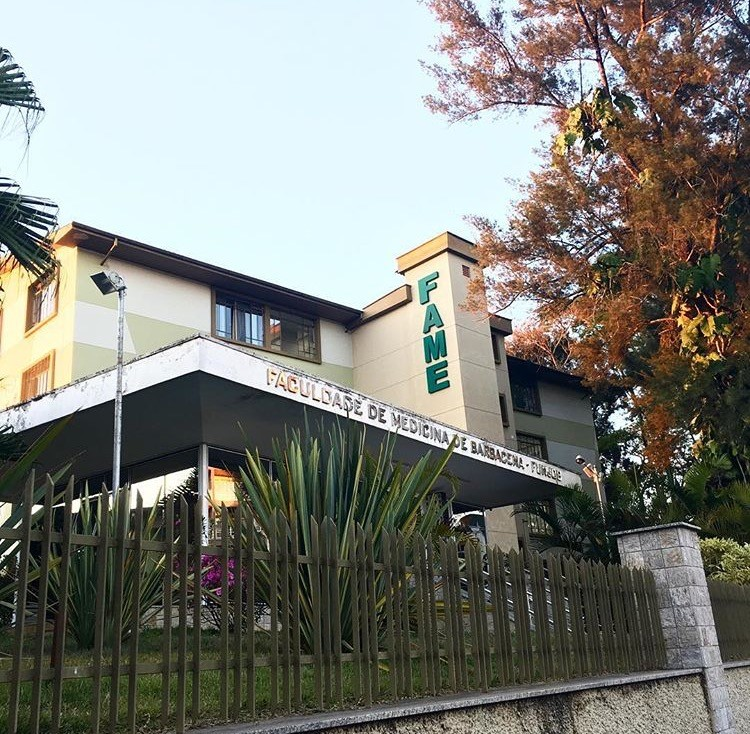
Fachada da Faculdade de Medicina de Barbacena, em 2016.

#### Educação
Além do ensino superior, no ensino médio Barbacena possui uma escola entre as melhores do Brasil. No ENEM (Exame Nacional do Ensino Médio) 2008 a instituição federal Escola Preparatória de Cadetes do Ar (EPCAr) ficou em 16º lugar entre as escolas do Brasil, em 2006 a mesma escola ficou em 8º lugar entre as públicas, e em 2008 a escola ficou em 3° lugar entre as escolas públicas do país no ENEM .No ano de 2023, a EPCAr foi considerada, pelo IDEB (Índice de Desenvolvimento da Educação Básica), a melhor Escola de ensino médio entre as escolas públicas do Brasil. A partir de 2016, a EPCAr abriu vagas a jovens do sexo feminino, sendo assim, o primeiro a ter mulheres em sua formação. O exame de seleção é de abrangência nacional.[carece de fontes?]
Além da EPCAr existe outra instituição de ensino federal no município: o Instituto Federal de Educação, Ciência e Tecnologia do Sudeste de Minas Gerais - Campus Barbacena.
O Instituto Federal de Educação, Ciência e Tecnologia do Sudeste de Minas Gerais (IF Sudeste MG) - Campus Barbacena tem uma história rica, remontando ao início do século XX. A instituição foi criada em 1910, pelo Doutor Diaulas Abreu, como Aprendizado Agrícola de Barbacena, sendo a primeira escola agrícola do Brasil. Em 1965, a escola foi reestruturada, originando a Escola Agrotécnica Federal de Barbacena (EAFB).
Com o avanço da educação técnica no Brasil, a EAFB foi incorporada à Rede Federal de Educação Profissional, Científica e Tecnológica, transformando-se no atual Instituto Federal do Sudeste de Minas Gerais - Campus Barbacena. Ao longo de sua história, a instituição passou por diversas mudanças em nome e subordinação, acompanhando as transformações no cenário educacional brasileiro.
Em imponente estilo normando, a Sede da Escola abrange uma área de 479 hectares e possui grande diversidade de cursos, acompanhando as mudanças de cenários e sempre buscando atender as demandas da comunidade local e regional. A escola foi a primeira do estilo agrícola do Brasil e serviu de modelo para outras escolas do país e ainda hoje é um modelo de ensino para a região e recebe alunos não só de Barbacena, mas também das regiões próximas a cidade.[carece de fontes?]

##### Índice IDEB
Segundo o Instituto Nacional de Estudos e Pesquisas Educacionais Anísio Teixeira - INEP a rede pública estadual no município atingiu a meta de 6,7, já igualando a meta estabelecida pelo MEC para ser atingida em 2017. Para os anos finais do ensino fundamental, atingiu o índice de 4,8, superando a meta prevista para 2011. Já a rede de escolas públicas municipais, no ano de 2009 atingiu o índice 5,2 superando também a meta prevista para aquele ano, que era de 4,9.

#### Transportes
A cidade é ligada pelas rodovias BR-040, BR-265, MG-338, MG-135 e MG-448 e pelas ferrovias, Linha do Centro e Variante de Carandaí da antiga Estrada de Ferro Central do Brasil.
Está localizado no município o Aeroporto Major-Brigadeiro Doorgal Borges, que recebe voos cargueiros da Alba Cargo para o Aeroporto da Pampulha em Belo Horizonte, utilizando aeronaves Embraer 820C.

## Economia
A cidade de Barbacena é o principal centro comercial da macrorregião do Campo das Vertentes. Além da intensa produção de frutas europeias e de rosas, exportadas para o país e ao exterior, Barbacena é um centro de pecuária, agricultura e da indústria de tecelagem. O setor de serviços é suficiente para a subsistência da cidade e região.[carece de fontes?]
No setor da agropecuária, destaca-se, principalmente, o fornecimento de leite e derivados, além, é claro, do plantio de rosas. O município conta com poucas indústrias. As de maior destaque são a RDM Vale (Beneficiamento de ferro-ligas a base de manganês) e a Saint Gobain (materiais cerâmicos) e também conta com dois abatedouros de frangos e um matadouro de bovinos e suínos.
No que diz respeito à infraestrutura de transporte, Barbacena é um importante entroncamento rodoviário da Região Sudeste, sendo cortada por rodovias federais como a BR-040, que liga o município a Belo Horizonte e ao Rio de Janeiro, e a BR-265, que facilita o acesso a cidades como São João del-Rei e Juiz de Fora. A cidade também conta com a Estação Ferroviária de Barbacena, pertencente à antiga Estrada de Ferro Central do Brasil, que, embora atualmente desativada para o transporte regular de passageiros, possui valor histórico e turístico. No transporte público urbano, Barbacena é atendida por empresas concessionárias que integram bairros e distritos rurais ao centro, enquanto o transporte intermunicipal e interestadual é viabilizado pelo Terminal Rodoviário de Barbacena. A cidade também é atendida pelo Aeroporto de Barbacena, com voos esporádicos e potencial para expansão regional. Essa malha de transportes reforça a importância estratégica de Barbacena como elo logístico e comercial no Campo das Vertentes.

## Cultura e turismo

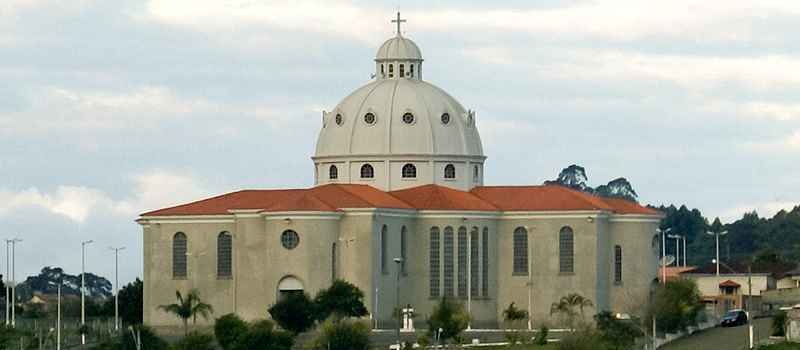
A Basílica de São José Operário, onde se realiza o Jubileu.

A cidade tem um calendário de eventos e festividades no qual se destacam o Jubileu de São José, realizado em abril, a Exposição Agropecuária em maio, e a Festa das Rosas, em outubro.[carece de fontes?]
Na Casa da Cultura, antigo prédio da primeira cadeia pública, funciona a Biblioteca Pública Municipal Honório Armond. O prédio foi tombado pelo IEPHA em 1983, embora tenha recebido diversas reformas até a última década de 80, o que adulterou sua conformação original. A construção abrigou o primeiro quartel do século XIX, serviu de casa de detenção dos participantes da Revolução Liberal, em 1842, e até 1953 funcionou como espaço prisional. Em seguida, recebeu a Escola Normal do município e, entre 1957 e 1980, sediou a Faculdade de Odontologia de Barbacena.

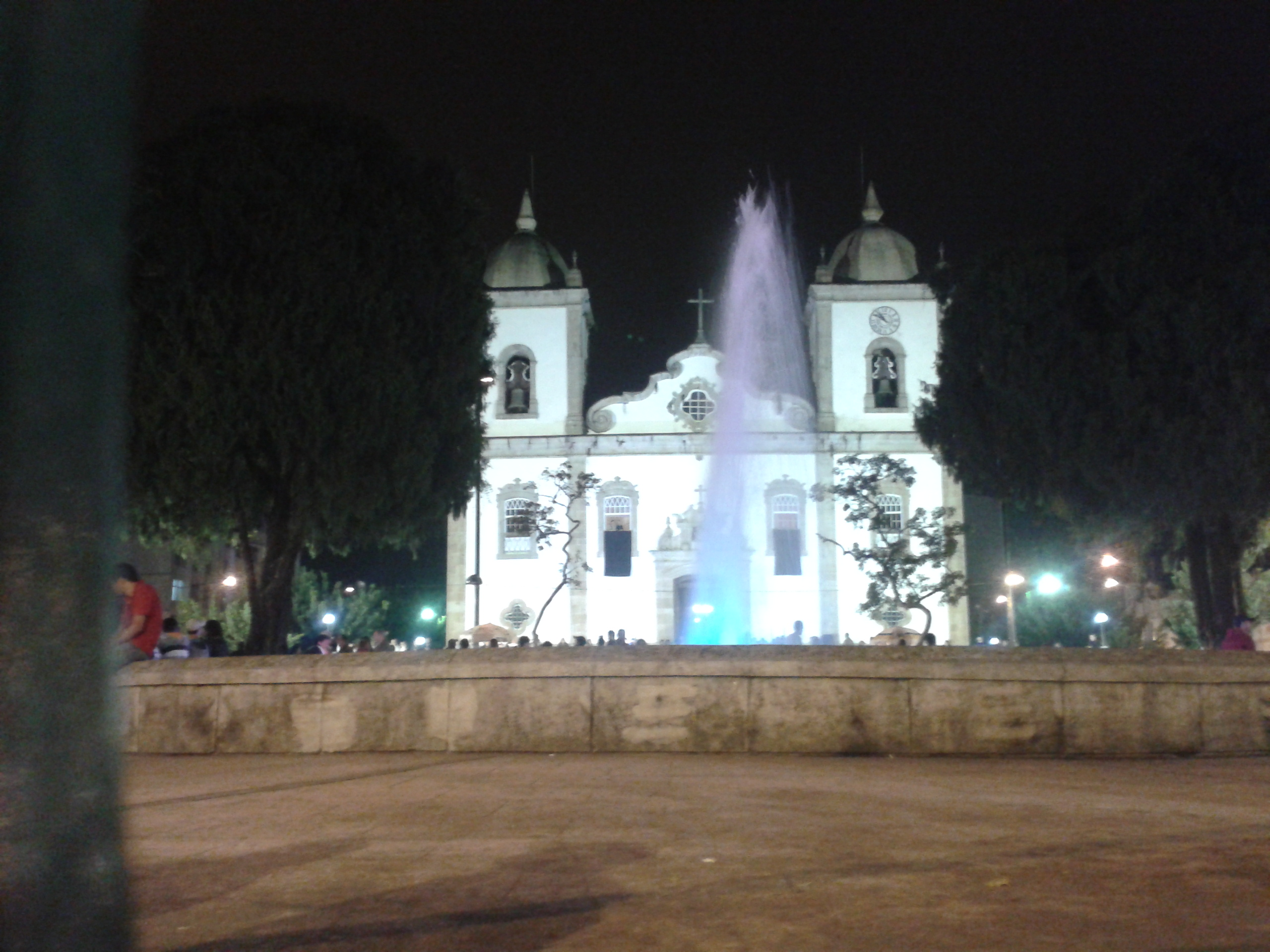
Santuário Nossa Senhora da Piedade, construído entre 1743 e 1764.

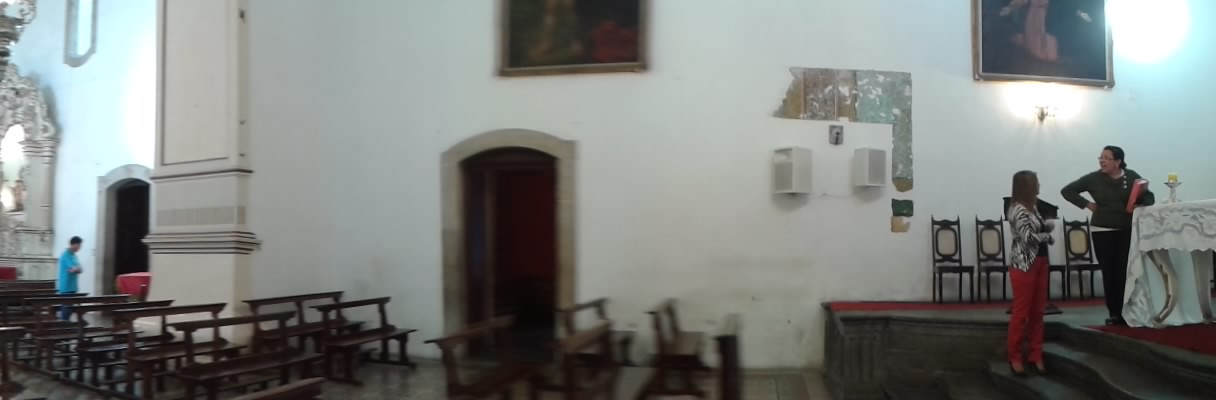
Altar do Santuário da Piedade, pode ser visto um recorte na parede, expondo a pintura original.

Os edifícios históricos, de estilo colonial ou barroco, são, sobretudo, a Igreja Matriz de Nossa Senhora da Piedade, Igreja de Nossa Senhora da Boa Morte, Igreja de Nossa Senhora do Rosário, Igreja de Nossa Senhora do Carmo, Capela de Santo Antônio - Santa Casa de Misericórdia, Antiga Casa de Saúde, Cadeia Velha, Câmara Municipal, Museu Municipal, Solar dos Andradas, Sobrado dos Vidigal, Sobrado Paolucci, Residência Ânuar Fares e o Sobrado de Olinto de Magalhães. Algumas fazendas próximas, na região, também têm ligações históricas com a cidade e com a antiga "Vila" de Barbacena por rememorarem fatos e episódios da sua história:
- Fazenda da Borda do Campo, situada no município de Antônio Carlos, é origem de Barbacena e de todos os municípios dali desmembrados, construída cerca de 1698, foi um dos locais de reunião dos inconfidentes.[9]
- Fazenda do Campo Verde, desmembrada da antiga Fazenda da Borda do Campo no século XIX.

São ainda atrativos pontos de visitação pelo seu estilo ou importância histórica: o Fórum Mendes Pimentel, a Igreja Basílica de São José Operário, o Solar Bias Fortes, Solar dos Canedos, Grupo Escolar Bias Fortes, a Fundação Porphíria de José Máximo de Magalhães, Escola Estadual Adelaide Bias Fortes, o Pontilhão Ferroviário, a Escola Preparatória de Cadetes-do-Ar, Escola Agrotécnica Federal "Diaulas Abreu", Santa Casa de Misericórdia, Farmácia Santa Terezinha, Estação Ferroviária, o Colégio Imaculada Conceição, a Casa-museu de Georges Bernanos, o Manicômio Judiciário, Museu da Loucura (no antigo Hospital Colônia), edifício da antiga Sericicultura, o leito e o túnel da antiga Estrada de Ferro Oeste de Minas. O cemitério antigo, da Igreja de Nossa Senhora da Boa Morte, data da década de 1850, também possui algumas obras de arte.
O ponto mais elevado que permite a vista de toda a cidade e adjacências é o mirante, localizado no bairro Monte Mário. A cidade tem restaurantes de comida típica italiana, árabe, oriental e mineira, além de bons serviços de hotelaria. No entanto, sofre efeitos da concorrência de outras cidades históricas mais próximas, como Tiradentes  e São João del-Rei que têm investido em gastronomia e eventos relacionados ao cinema.
Barbacena abriga importantes iniciativas culturais que têm contribuído para a formação artística e para a valorização das expressões populares em Minas Gerais. Um dos principais expoentes é o grupo Ponto de Partida, com mais de quatro décadas de atuação. Reconhecido nacionalmente, o coletivo desenvolve espetáculos, programas de formação, ações pedagógicas e colaborações com artistas de diversas regiões. O seu espaço-sede na cidade, localizado na Sericícola, é palco de apresentações teatrais e musicais, além de projetos como o Meninos de Araçuaí e o centro cultural Bituca: Universidade de Música Popular.
Em 2024, o Ponto de Cultura Tecer Cultural lançou a websérie Tramas Populares: Tessituras de Memórias, que retrata a cultura popular local em três episódios, evidenciando a história da Banda Dançante do Rosário de Santa Efigênia e o Encontro de Bandas de Congado. A produção traz depoimentos das mestras Conceição Maria do Carmo (Tutuca), Lidiane Santiago e Dona Roseli Moreira da Silva, valorizando essas lideranças comunitárias. 
No campo do cinema, a produção local viveu um momento histórico em 2025, quando o curta-metragem Dance Aqui, dirigido por Cléo Magalhães e protagonizado por Hilreli, foi exibido na Mostra Territórios Mineiros da 28ª Mostra de Cinema de Tiradentes, abordando temáticas LGBTQIAPN+, intolerância e resistência.

### Turismo religioso

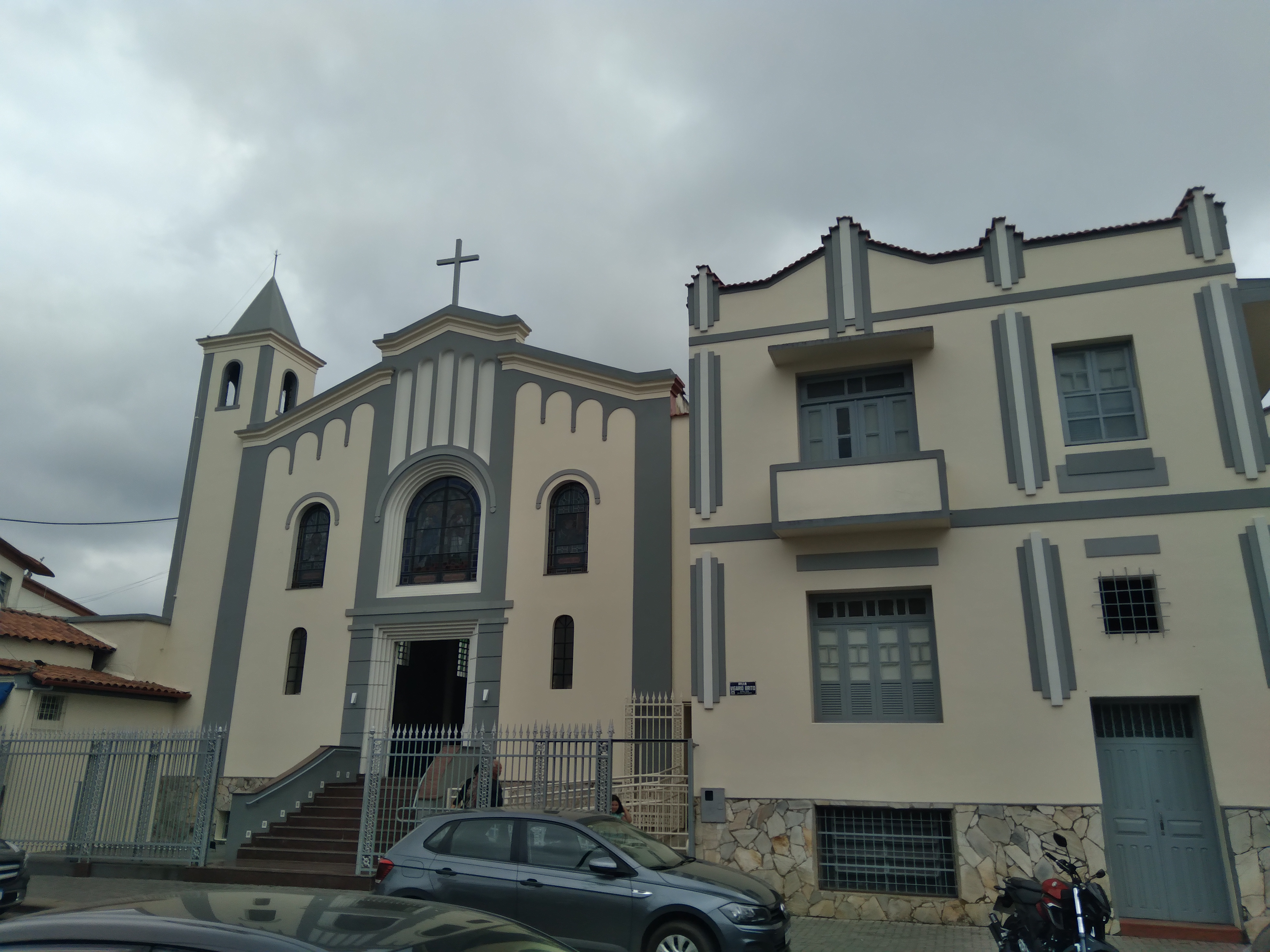
Capela e memorial de Isabel Cristina, visitados por muitos peregrinos durante as festividades da beata

Para os católicos, Barbacena é conhecida por ser a cidade natal da beata Isabel Cristina, intitulada pelo Papa Francisco como "exemplo para os jovens".
Nascida em 29 de julho de 1962, a jovem sonhava em cursar medicina para atender pessoas necessitadas até ser assassinada durante uma tentativa de estupro aos 20 anos de idade, no dia 1.º de setembro de 1982. Na época, ela residia em Juiz de Fora, preparando-se para prestar um vestibular. Sua morte causou grande comoção, sendo rapidamente considerada um martírio. Isabel foi beatificada em 10 de dezembro de 2022, em virtude de seu testemunho.
Em sua honra, foi erguido no centro da cidade, um dia após sua beatificação, um memorial que conserva seus pertences e documentos do processo de beatificação. Juntamente, foi inaugurado uma capela em sua memória, sendo ela destino de muitos devotos. No dia 6 de junho 2023, foi instituído a lei n.º 5.217 que reconhece a data de sua morte como feriado de ponto facultativo no município, homenageando assim a cidadã.

### Dialeto local
Segundo o Esboço de um Atlas Linguístico de Minas Gerais (EALMG), realizado pela UFJF em 1977, o dialeto local é o mineiro.